# Красный Посёлок (Московская область)
Красный Посёлок — деревня в Обушковском сельском поселении Истринского района Московской области. Население — 3235 чел. (2021), в деревне 4 улицы.
Находится примерно в 24 км к юго-востоку от Истры, на склоне небольшого и невысокого холма, высота над уровнем моря 173 м. Ближайшие деревни — Славково на юго-западе и Покровское на северо-востоке. С Истрой деревня связана автобусным сообщением (автобус № 20, 21).
В состав посёлка входит коттеджный посёлок таунхаусов в английском стиле 

## Население
| 2002 | 2006 | 2010 | 2021  |
| ---- | ---- | ---- | ----- |
| 76   | ↘71  | ↗77  | ↗3235 |